# Frühägyptische Sprache
Das Frühägyptische ist die Sprache der Hieroglypheninschriften von der Prädynastik bis zum Ende der 3. Dynastie (ca. 3300–2700 v. Chr.) und bildet damit die älteste überlieferte Stufe der ägyptischen Sprache und möglicherweise die älteste überlieferte Sprache überhaupt.

## Einordnung
Die lange Zeit übliche Einordnung des Frühägyptischen als frühes Altägyptisch gründet sich möglicherweise auf ungenügende Erforschung. Seit in Wortschatz und Grammatik Unterschiede zum Altägyptischen aufgetaucht sind, ist eine Abgrenzung besser begründet, wenngleich die Eigenständigkeit des Frühägyptischen noch nicht absolut gesichert ist. So wurde im Bereich der Grammatik beobachtet, dass das Wort nb „jeder“ im Frühägyptischen selbstständig, im Altägyptischen dagegen nur attributiv stehen kann.

## Textkorpus
Frühägyptische Inschriften sind aus allen Teilen Ägyptens bekannt. Der Großteil der Texte stammt aber aus der königlichen Nekropole bei Abydos und aus den Gräbern der Elite in Sakkara. Die längsten Texte befinden sich auf kleinen Elfenbein- oder Knochentäfelchen. Es handelt sich um Etiketten für Waren mit der Warenbezeichnung und Mengenangaben. Daneben befinden sich hier Jahresangaben, vom Typ Im Jahr unter König AB, als XY geschah. Gerade letztere Texte sind historisch wertvoll, doch oftmals schwer verständlich. Weitere Texte befinden sich auf Siegeln und deren Abrollungen. Es handelt sich meist um Namen, Titel und um Institutionen, die genannt werden. Daneben gibt es zahlreiche Topfaufschriften, die jedoch in der Regel kurz sind und Verwaltungsangaben liefern. Grabstelen stammen aus Abydos, Sakkara, Abu Roasch und Helwan. In der ersten Dynastie nennen sie meist nur Name und Titel des Verstorbenen. In der zweiten Dynastie kommen dazu auch Listen von Opfergaben dazu. Andere kurze Inschriften sind auf unterschiedlichsten Objekten überliefert. Aus der dritten Dynastie gibt es einige wenige längere Grabinschriften, meist auch nur Titel und Namen des Grabinhabers.

## Erforschung
Die Erforschung des Frühägyptischen ist jedoch noch nicht weit vorangeschritten, nicht zuletzt aufgrund der schwierigen Orthographie und der Kürze der Inschriften. So kommt es vor, dass beispielsweise das Wort jpw.t in einer Inschrift aus der Zeit des Djer nur p geschrieben wird und nur der Kontext die Deutung erlaubt. Zwar existieren verlässliche Texteditionen sowie eine umfassende Bearbeitung des frühägyptischen Wortschatzes, jedoch ist die Grammatik des Frühägyptischen aufgrund der Kürze der Inschriften bislang nur lückenhaft erfasst.